# Liste der Baudenkmäler in Kleinheubach
Auf dieser Seite sind die Baudenkmäler in dem unterfränkischen Markt Kleinheubach zusammengestellt. Diese Tabelle ist eine Teilliste der Liste der Baudenkmäler in Bayern. Grundlage ist die Bayerische Denkmalliste, die auf Basis des Bayerischen Denkmalschutzgesetzes vom 1. Oktober 1973 erstmals erstellt wurde und seither durch das Bayerische Landesamt für Denkmalpflege geführt wird. Die folgenden Angaben ersetzen nicht die rechtsverbindliche Auskunft der Denkmalschutzbehörde.
 Diese Liste gibt den Fortschreibungsstand vom 15. April 2020 wieder und enthält 32 Baudenkmäler.
In dieser Kartenansicht sind Baudenkmäler ohne Koordinaten mit einem roten bzw. orangen Marker dargestellt und können in der Karte gesetzt werden. Baudenkmäler ohne Bild sind mit einem blauen bzw. roten Marker gekennzeichnet, Baudenkmäler mit Bild mit einem grünen bzw. orangen Marker.

## Ensembles

### Ensemble Ortskern Kleinheubach mit Schlossbereich

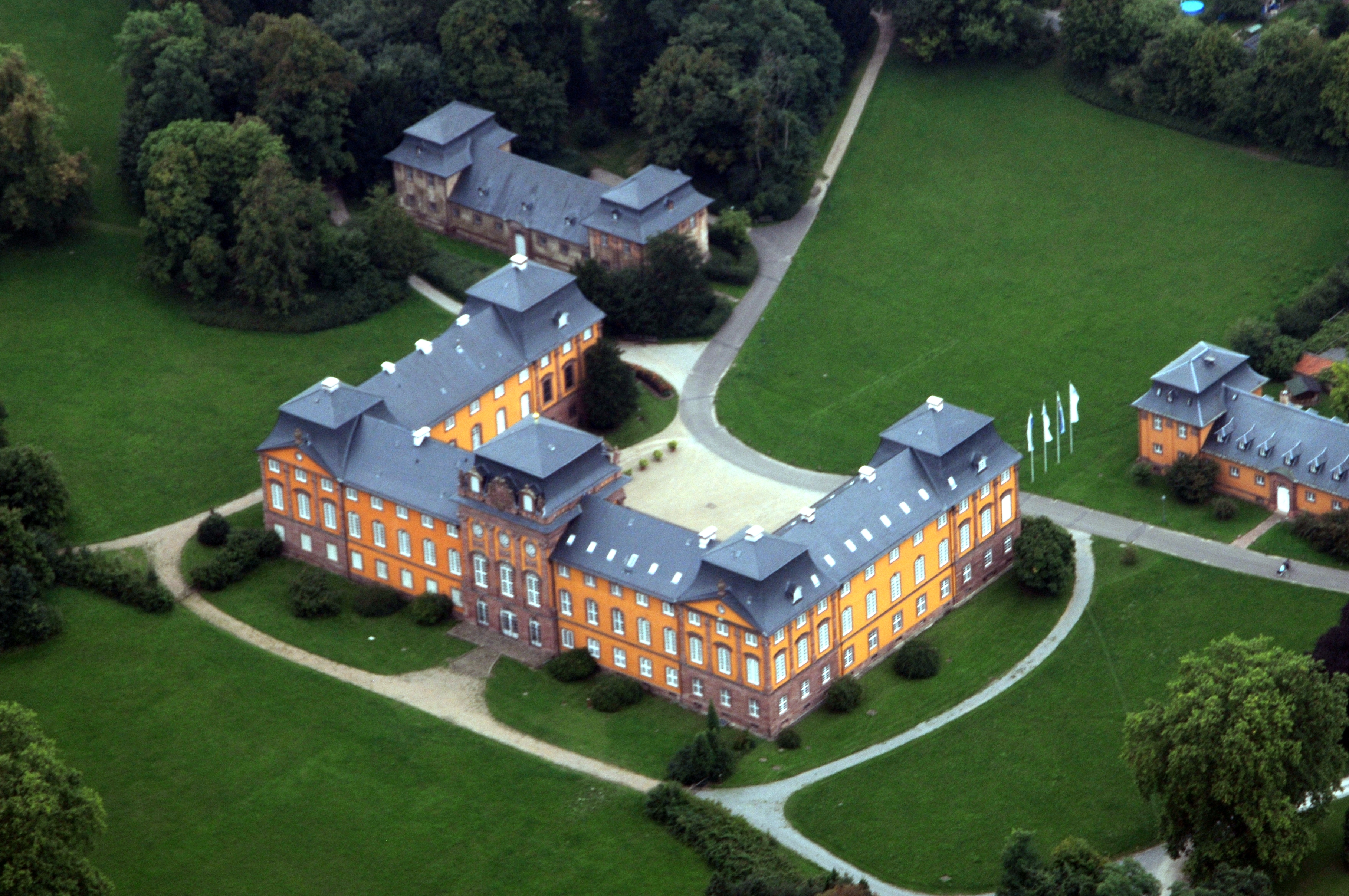
Fürstlich Löwensteinsches Schloss Kleinheubach

Das Ensemble umfasst den Schlossbereich im gesamten Umfang des Schlossparks, den Marktort innerhalb seiner nachmittelalterlichen Wehrmauer mit dem davorliegenden, freien Uferstreifen sowie den westlichen Teil der Baugasse und den südlichen Teil der Hauptstraße, deren Anlage und Ausgestaltung jeweils mit der klassizistischen Neuordnung der Schlossparkeinfahrt zusammenhängt. – Kleinheubach ist ein eindrucksvolles Beispiel für die Symbiose eines herrschaftlichen Sitzes mit einem bäuerlichen Markt. Der Marktort selbst entwickelt sich entlang der mainparallel leicht bogig geführten Marktstraße. Er weist durchweg bäuerliche Anwesen auf, deren Wohnbauten, überwiegend verputzte Fachwerkhäuser des 17.–19. Jahrhunderts mit Sattel- und Halbwalmdächern, mit dem Giebel zur Straße freistehen; rückseitig schließen sich Wirtschaftsgebäude an, dahinter erstrecken sich auf der Westseite bis zur Ortsmauer Gartenparzellen. Auf dem westlichen Scheitel des Straßenbogens durchbricht das alte Rathaus die Bauflucht. Die gegenüberliegende, auf einem ehemals eigenbefestigten Hügel am Mainufer sich erhebende Pfarrkirche ist weit zurückgesetzt, wirkt deshalb nicht unmittelbar ins Straßenbild hinein, bildet aber den Gipfelpunkt der sich dem jenseitigen Mainufer darbietenden Ortsansicht. Die Fahrgasse, eine kurze Verbindung zwischen Marktstraße und Maintor, zeichnet sich durch eine Reihe von Schifferhäusern des 16. Jahrhunderts aus, die unregelmäßig bebaute Löwengasse zeigt kleinbäuerliches Gepräge. Der Südteil des Ortes hat durch den Bau des fürstlichen Schlosses seit 1723 und durch die ehemals barocken, an der Wende zum 19. Jahrhundert im englischen Gartenstil umgewandelten Parkanlagen den Charakter einer reichsgräflichen Residenz von hohem Anspruch erhalten. Die spätbarocke und frühklassizistische Neugestaltung griff auch in die ehemals rein bäuerlichen Bereiche ein, regulierte im Sinne des barocken Städtebaus die auf die Marktstraße rechtwinkelig stoßende Baugasse, die z. T. auch mit Wohn- und Beamtenhäusern neu bebaut wurde, und schuf in der Hauptstraße eine neue, auf den Haupteingang zum Schloss gerichtete Straßenachse, die allerdings nur z. T. die historische Bausubstanz bewahrt hat. In paralleler Entsprechung zur Baugasse wurde am nordwestlichen Ausgang des Altortes in Richtung Hauptstraße im frühen 19. Jahrhundert ein weiterer Straßenzug mit Wohnhäusern biedermeierlicher Prägung zumeist mit Halbwalmdächern angelegt, wobei die Kopfbauten zweigeschossig errichtet wurden. Viele der ursprünglich eingeschossigen Bauten wurden dann im Laufe des 19. und 20. Jahrhunderts aufgestockt. Der Schlosspark hat mit der zum Fluss gelegenen Seite an der besonderen Mainansicht des Ensembles teil. Umgrenzung: Mainufer vom Rüdenauer Bach nach Süden, Schloßparkbegrenzung nach Westen und Norden, hinter Grundstücksgrenzen von Hauptstraße 7–23 (ungerade Nummern), Verlauf der Hauptstraße nach Norden, nördliche Grundstücksgrenze von Hauptstraße 34, deren geradlinige Fortsetzung nach Osten bis zur westlichen Ortsmauer, Verlauf der westlichen Ortsmauer nach Norden, Bachgasse nach Oste, Verlauf des Rüdenauer Bachs nach Osten. Aktennummer E-6-76-132-1.

## Fürstlich Löwensteinsches Schloss
- Corps de Logis (Lage), Dreiflügelanlage, zweieinhalbgeschossige Satteldachflügel und Eckpavillons sowie überhöhtem Mittelpavillon mit Mansardwalmdächern über Kellersockel, Putzfassade mit Werksteingliederungen, der Mittelpavillon durch Kolossalpilaster und figurengeschmückter Attika hervorgehoben, Louis Remy de la Fosse, Johann Dientzenhofer, Johann Jakob Rischer, barock, 1723–32
- im Südflügel kath. Schloßkirche Hl. Namen Jesu (Lage), verändert 1871; mit Ausstattung
- Gardistenbau (Lage) und Marstall (Lage), symmetrisch dem Schlosshof vorgelagerte Bauten mit eingeschossigem Satteldach Mittelteil und zweigeschossigen Eckbauten mit Mansardwalmdächern über Kellersockel, Putzfassaden mit Werksteingliederungen, Barock, 1. Hälfte 18. Jh.
- der Nordfassade symmetrisch vorgelagert das Waschhaus (Lage) und eine Remise (Lage), eingeschossige verputzte Walmdachbauten, das westliche Waschhaus mit ägyptisierender Dreifenstergruppe, um 180
- Dienerschaftsbau, langgestreckter zweigeschossiger Walmdachbau über hohem Kellersockel, Putzfassaden mit zurückhaltenden Werksteingliederungen, der Mittelteil und Kopfbau  durch Fassadenversprung und aufwändigeren Gliederungen sowie einem erhöhenden Drempel leicht betont, Wolfgang und Friedrich Streiter, klassizistisch, 1819–25
- Pfortenpavillon, eingeschossiges kleines Oktogon mit Drempel und flachem Zeltdach, Putzfassade mit zurückhaltender Werksteingliederung, um 1800
- Orangerie (Lage), eingeschossiger Walmdachbau über T-förmigem Grundriss, Putzfassade mit großen Rundbogenfenstern, 1. Hälfte 19. Jh., angebautes Gewächshausanbau, Stahl-Glaskonstruktion über Sandsteinsockel, 1. Hälfte 20. Jh.
- Gärtnerhaus eingeschossiger Fachwerkbau mit Walmdach, Steinbau-immitierende Putzfassade mit Rundbogenfenstern, klassizistisch, 1. Hälfte 19. Jh.
- Eiskeller (Lage), eingeschossiger Bau im Erdhügel, Parkstaffagebau mit ägyptisierender Portikus, flankierende Böschungsmauern im bogigen Verlauf mit Löwen- bzw. Sphinxfigur an den Enden, Sandstein, Heinrich Sommer, klassizistisch, 1818/19
- Parkportal, sogenanntes Löwentor (Lage), zwei liegende Löwenfiguren über Sockeln mit geböschten Kanten, Sandstein, Heinrich Sommer, klassizistisch, bez. 1819
- Nischenbildstock, monolithischer Sandstein, wohl 17. Jh., Bild und Inschrift um 1900
- Englischer Landschaftspark mit Mauer- bzw. Zauneinfriedung und Kaimauern am Main, 19. Jh.

Aktennummer: D-6-76-132-27.

## Ortsbefestigung
Ortsmauer, Mauer um den Altort und die Erweiterung der Baugasse herum, nördlicher Verlauf entlang dem Rüdenauer Bach, östlich längs des Mainufers mit integrierten Resten der ehem. 1260 erwähnten Burgbefestigung südöstlich der Kirche, westlich entlang den Gärten der Marktstraße (ungerade Nummern), nördlich der Baugasse, südlich von Bau- und Löwengasse als Schloßparkmauer, Sandstein, um 1600. Aktennummer: D-6-76-132-1.

| Lage                                                                                 | Objekt             | Beschreibung                                                                                   | Akten-Nr.              | Bild               |
| ------------------------------------------------------------------------------------ | ------------------ | ---------------------------------------------------------------------------------------------- | ---------------------- | ------------------ |
| Baugasse 15b (Standort)                                                              | Ortsmauer          | nördlich der Baugasse, südlich von Bau- und Löwengasse als Schloßparkmauer, Sandstein, um 1600 | D-6-76-132-1 Wikidata  | BW                 |
| Hauptstraße 4 (Standort)                                                             | Rest der Ortsmauer | Sandstein, 16. Jahrhundert                                                                     | D-6-76-132-17 Wikidata | Rest der Ortsmauer |
| längs des Mainufers (Standort)                                                       | Ortsmauer          | Mauer um den Altort, östlicher Abschnitt, um 1600, Sandstein                                   | D-6-76-132-1 Wikidata  | Ortsmauer          |
| Nähe Marktstraße (Standort)                                                          | Tor                | weite rundbogige Maueröffnung der Ortsmauer zum Main hin, 1620; mit Hochwassermarken seit 1744 | D-6-76-132-15 Wikidata | Tor                |
| Marktstraße 32 (Standort)                                                            | Ortsmauer          | Reste der mittelalterlichen Burgbefestigung südöstlich der Kirche, 1260 erwähnt                | D-6-76-132-1 Wikidata  | Ortsmauer          |
| entlang dem Gartengelände hinter den Häusern Marktstraße ungerade Nummern (Standort) | Ortsmauer          | Mauer um den Altort, westlicher Abschnitt, um 1600, Sandstein                                  | D-6-76-132-1 Wikidata  | BW                 |
| am Rüdenauer Bach (Standort)                                                         | Ortsmauer          | Mauer um den Altort, nördlicher Abschnitt, um 1600, Sandstein                                  | D-6-76-132-1 Wikidata  | BW                 |

## Baudenkmäler
| Lage                                                              | Objekt                                                | Beschreibung | Akten-Nr.              | Bild |
| ----------------------------------------------------------------- | ----------------------------------------------------- | --- | ---------------------- | --- |
| Baugasse 5 (Standort)                                             | Doppeltor-Einfahrt                                    | rundbogig mit profilierter Laibung, Sandstein, 1. Hälfte 17. Jahrhundert | D-6-76-132-3 Wikidata  | Doppeltor-Einfahrt |
| Baugasse 7 (Standort)                                             | Wohnhaus                                              | einer Doppelhofanlage, zweigeschossiger giebelständiger Satteldachbau, Fachwerk verputzt, 17. Jahrhundert | D-6-76-132-4 Wikidata  | Wohnhaus |
| Baugasse 7 (Standort)                                             | Scheune                                               | ehemals zugehörig, Fachwerk, bezeichnet 1808 | D-6-76-132-4 Wikidata  | BW |
| Baugasse 11 (Standort)                                            | Bauernhof                                             | Wohnhaus, zweigeschossiger Satteldachbau über hohem Kellergeschoss, verputztes Fachwerk, um 1700 | D-6-76-132-6 Wikidata  | Bauernhof |
| Baugasse 13 (Standort)                                            | Nebenhaus                                             | zweigeschossiger Krüppelwalmdachbau mit weit vorkragendem verputztem Fachwerkobergeschoss, im Erdgeschoss Rest eines Torbogens, 18. Jahrhundert | D-6-76-132-6 Wikidata  | Nebenhaus |
| Baugasse 13 (Standort)                                            | zugehörige Fachwerkscheune                            | 18./19. Jahrhundert | D-6-76-132-6 Wikidata  | BW |
| Baugasse 12 (Standort)                                            | Wohnhaus                                              | zweigeschossiger traufständiger Halbwalmdachbau mit übergiebeltem Mittelrisalit, klassizistisch, 1809 | D-6-76-132-7 Wikidata  | Wohnhaus |
| Baugasse 12 (Standort)                                            | Einfahrt                                              | mit Sandsteinpfeilern und Würfelaufsätzen | D-6-76-132-7 Wikidata  | BW |
| Baugasse 15 (Standort)                                            | Ehemaliger Bauernhof                                  | Bauernhaus, zweigeschossiger verputzter Fachwerkbau mit Satteldach, 17. Jahrhundert | D-6-76-132-8 Wikidata  | BW |
| Baugasse 15 (Standort)                                            | Toreinfahrt                                           | 17. Jahrhundert | D-6-76-132-8 Wikidata  | Toreinfahrt |
| Baugasse 18, Baugasse 20 (Standort)                               | Toreinfahrt                                           | rundbogig mit Hochwassermarken seit 1784, 17./18. Jahrhundert | D-6-76-132-9 Wikidata  | Toreinfahrt |
| Baugasse 29 (Standort)                                            | Wohnhaus                                              | zweigeschossiges Mansarddachhaus mit Fachwerkobergeschoss, Fachwerk und Türe beschnitzt, 18. Jahrhundert, rückwärts verlängert | D-6-76-132-10 Wikidata | Wohnhaus |
| Nähe Fahrgasse (Standort)                                         | Fährhaus                                              | kleiner eingeschossiger Pultdachbau an die Ortsmauer gelehnt, unverputzte Sandsteinfassade, bezeichnet 1864 | D-6-76-132-43 Wikidata | Fährhaus |
| Fahrgasse 1 (Standort)                                            | Zweigeschossiger Mansarddachbau                       | verputztes Fachwerk zum großen Teil massiv erneuert, bezeichnet 1808 | D-6-76-132-11 Wikidata | Zweigeschossiger Mansarddachbau                                                                                                |
| Fahrgasse 5 (Standort)                                            | Wohnhaus                                              | zweigeschossiges Satteldachhaus, verputztes Fachwerk über hohem Kellergeschoss mit Rundbogentür und Außentreppe, bezeichnet 1595 | D-6-76-132-13 Wikidata | weitere Bilder |
| Fahrgasse 5 (Standort)                                            | Scheunenkomplex                                       | aus drei Fachwerkgebäuden mit Satteldächern, teilweise auf die Ortsmauer gesetzt, um 1800 | D-6-76-132-13 Wikidata | weitere Bilder |
| Fahrgasse 11 (Standort)                                           | Wohnhaus                                              | zweigeschossiges Satteldachhaus, verputztes Fachwerk über hohem Kellergeschoss mit Rundbogentür und Außentreppe, bezeichnet 1595 | D-6-76-132-14          | weitere Bilder |
| Fahrgasse 11 (Standort)                                           | Scheunenkomplex                                       | aus drei Fachwerkgebäuden mit Satteldächern, teilweise auf die Ortsmauer gesetzt, um 1800 | D-6-76-132-13 Wikidata | weitere Bilder |
| Nähe Fahrgasse (Standort)                                         | Scheunenkomplex                                       | aus drei Fachwerkgebäuden mit Satteldächern, teilweise auf die Ortsmauer gesetzt, um 1800 | D-6-76-132-13 Wikidata | weitere Bilder |
| Nähe Fischgäßl (Standort)                                         | Mikwe                                                 | kleiner eingeschossiger Satteldachbau mir geböschten Wänden und ägyptisierender Türe, 1838 | D-6-76-132-34 Wikidata | BW |
| Gartenstraße 9 (Standort)                                         | Ehemalige Synagoge                                    | zweigeschossiger Walmdachbau mit Eckpilastern, mit hebräischer Inschrift über Türsturz, 1808 | D-6-76-132-16 Wikidata | weitere Bilder |
| Hauptstraße 3 (Standort)                                          | Fabrikantenvilla                                      | zweigeschossiger Satteldachbau mit Risaliten, Ziergiebeln und Eckturm, weißer Klinker mit reicher Rotsandsteingliederung, bezeichnet F. Quenzer, Neurenaissance, bezeichnet 1899 | D-6-76-132-18 Wikidata | Fabrikantenvilla |
| Hauptstraße 3 (Standort)                                          | Garteneinfriedung                                     | | D-6-76-132-18 Wikidata | BW |
| Hauptstraße 17 (Standort)                                         | Wohnhaus                                              | zweigeschossiger Fachwerkbau mit Mansardhalbwalmdach, Ende 18. Jahrhundert | D-6-76-132-19 Wikidata | Wohnhaus |
| Hauptstraße 21 (Standort)                                         | Ehemaliges Herrschaftsgericht                         | heute Wohnhaus, dreigeschossiger Fachwerkbau mit Walmdach, Erdgeschoss, Sandstein, Gliederung mit Nuten, frühes 19. Jahrhundert | D-6-76-132-20 Wikidata | Ehemaliges Herrschaftsgericht                                                                                                  |
| Hauptstraße 21 (Standort)                                         | zugehöriges Nebengebäude                              | mit Walmdach, frühes 19. Jahrhundert | D-6-76-132-20 Wikidata | BW |
| Hauptstraße 21 (Standort)                                         | Torpfeiler                                            | Sandstein | D-6-76-132-20 Wikidata | Torpfeiler |
| Hauptstraße 23 (Standort)                                         | Ehemalige Reitschule                                  | heute Kultursaal, eingeschossiger Walmdachbau mit ägyptisierenden Öffnungen aus Sandstein, 1812 von Wolfgang Streiter | D-6-76-132-21 Wikidata | Ehemalige Reitschule |
| Hauptstraße 25 (Standort)                                         | Katholische Pfarrkirche Zur Heiligsten Dreifaltigkeit | mit Sandstein verkleideter Saalraum über parabelförmigem Grundriss, Campanile mit Flachdach, 1954–1956 von Hans Schädel unter Mitarbeit von Friedrich Ebert und Hans Sommer; mit Ausstattung | D-6-76-132-42 Wikidata | BW |
| Hundsrücken (Standort)                                            | Kath. Friedhof                                        | Friedhofskreuz, Kruzifix auf Balustersockel, Sandstein, bezeichnet 1768; Kreuzweg, 14 Stationen, spitzbogenförmig abschließende Aufsätze mit Porzellanreliefs über gefasten Pfeilen, teilweise in gleichzeitiger Funktion als Stiftergrabstein, Sandstein, bezeichnet 1916; zahlreiche historische Grabmäler; Friedhofsmauer, 1724, erweitert 1869, Friedhofsportal mit Stufengiebel und Friedhofsglocke, bezeichnet 1886 | D-6-76-132-47          | BW |
| Kahler Buckel; Wäldchen (Standort)                                | Jüdischer Friedhof                                    | 1730 angelegt, im frühen 20. Jahrhundert erweitert, mit Umfassungsmauer und Grabsteinen, um 1730 bis 1942 | D-6-76-132-32 Wikidata | BW |
| Marktstraße 30 (Standort)                                         | Ehemalige Schule                                      | dann Wohnhaus, zweigeschossiges Satteldachhaus, mit verputztem Fachwerkobergeschoss, 18. Jahrhundert im frühen 20. Jahrhundert verändert, zwei Nebengebäude | D-6-76-132-22 Wikidata | weitere Bilder |
| Marktstraße 30 (Standort)                                         | angebautes Nebengebäude                               | eingeschossiges Kelterhaus mit Satteldach, Keller bezeichnet 1597 und 1621 | D-6-76-132-22 Wikidata | weitere Bilder |
| Marktstraße 30 (Standort)                                         | anschließendes Nebengebäude                           | mit Satteldach | D-6-76-132-22 Wikidata | weitere Bilder |
| Marktstraße 32 (Standort)                                         | Evangelisch-lutherische Pfarrkirche St. Martin        | Turmbau begonnen 1455, Chor und Langhaus 1706–10; mit Ausstattung | D-6-76-132-23 Wikidata | weitere Bilder |
| Marktstraße 33 (Standort)                                         | Altes Rathaus                                         | zweigeschossiger Halbwalmdachbau mit Fachwerkobergeschoss, profilierte Portalrahmungen mit Wappenstein, Rückseite mit Treppenanbau mit Pultdach, 1727 | D-6-76-132-24 Wikidata | weitere Bilder |
| Marktstraße 36 (Standort)                                         | Wohnhaus                                              | Gruppe von zwei zweigeschossigen Traufseithäusern über hohem Kellergeschoss, Fachwerk verputzt, der südliche Hausteil mit Halbwalm, 16./17. Jahrhundert | D-6-76-132-25 Wikidata | weitere Bilder |
| Marktstraße 36 (Standort)                                         | Pfeiler                                               | des ehemaligen Kirchhoftores mit Hochwassermarken, 18. Jahrhundert | D-6-76-132-25 Wikidata | BW |
| Marktstraße 36 (Standort)                                         | Grabplatten                                           | in Giebelwand eingelassen, 17./18. Jahrhundert | D-6-76-132-25 Wikidata | weitere Bilder |
| Marktstraße 40 (Standort)                                         | Pfarrhofmauer                                         | entlang der Marktstraße und Fahrgasse, Sandstein, 16. Jahrhundert | D-6-76-132-26 Wikidata | BW |
| Marktstraße 40 (Standort)                                         | Doppeltor                                             | an der Marktstraße mit Hochwassermarken, bezeichnet 1566 | D-6-76-132-26 Wikidata | weitere Bilder |
| Wäldchen; nordwestlich des Ortes auf Anhöhe (Standort)            | Galgen                                                | erhaltene Steinsäule von ursprünglich dreien, Sandstein, wohl 1616 | D-6-76-132-33 Wikidata | Galgen |
| Landel (entlang der bayerisch-hessischen Landesgrenze) (Standort) | Grenzsteine                                           | auf der Bayerisch-Hessische Grenze mit Nummern, Buchstaben, Jahreszahlen und oberseitig Gravuren zum Grenzverlauf, Sandstein, bezeichnet 1744, 1786 | D-6-76-135-37 Wikidata | [[Vorlage:Bilderwunsch/code!/C:49.73487,9.14337!/D:Landel (entlang der bayerisch-hessischen Landesgrenze), Grenzsteine!/\|BW]] |

## Ehemalige Baudenkmäler
| Lage                    | Objekt       | Beschreibung                                                 | Akten-Nr.             | Bild         |
| ----------------------- | ------------ | ------------------------------------------------------------ | --------------------- | ------------ |
| Baugasse 15a (Standort) | Scheune      | um 1800                                                      | D-6-76-132-8 Wikidata | Scheune      |
| Baugasse 17 (Standort)  | Nebengebäude | ehemalige Orgelbauwerkstatt Dauphin, 18. und 19. Jahrhundert | D-6-76-132-8 Wikidata | Nebengebäude |